# Mine de Candelaria
 (mars 2025).
La mine de Candelaria est une mine à ciel ouvert de cuivre située dans la région d'Atacama au Chili. Elle appartient à 80 % à Freeport-McMoRan et à 20 % à Sumitomo Corporation. Sa production a démarré en 1993.